# 응괴성 여드름
응괴성 여드름(acne conglobata), 집족성 여드름은 여드름집, 결절, 농양, 배액성 누도(draining sinus tract)로 나타나는 고염증질환이다. 응괴 여드름이라고도 한다.
이 질병은 18~30세 사이에 시작하는 것이 일반적이다. 보통 매우 오랜 시간 지속되며 환자가 40세쯤 될 때까지 지속되는 경우가 종종 있다.

## 치료
가장 흔한 형태의 치료법은 여드름약 이소트레티노인이다. 프레드니솔론을 함께 섞을 수도 있다. 나병 치료에 보통 사용되는 물질인 답손은 위험성이 더 있는 약물이지만 일반적인 치료법이 효력이 없을 때 가끔씩 처방되기도 한다.
커다란 결절을 제거하기 위해서 수술이 필요할 수 있다. 대안으로, 결절을 트리암시놀론과 같은 코르티코스테로이드와 함께 주입할 수도 있다.